# 좌변포도청

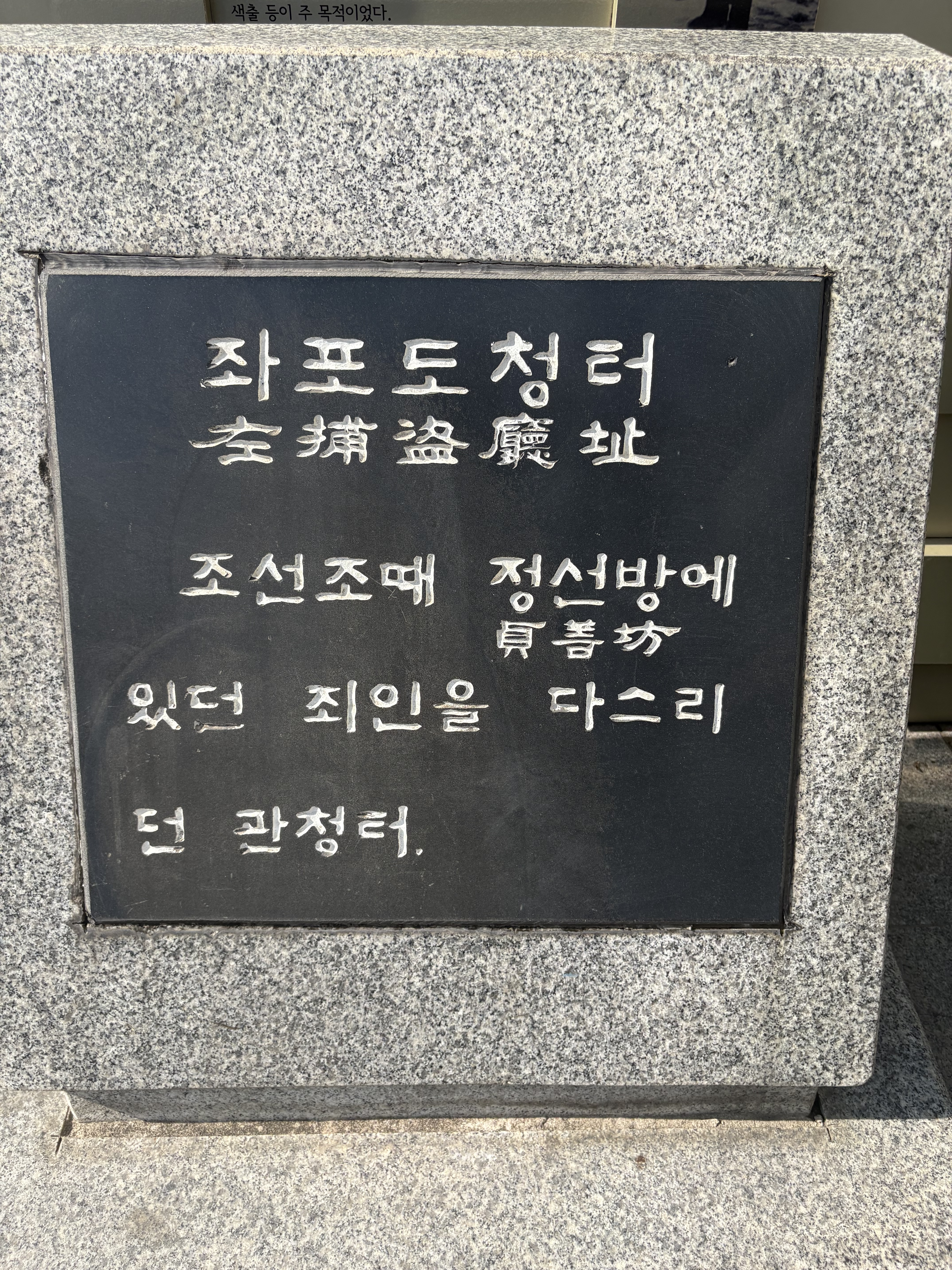
조선 시대 좌포도청이 있던 자리에 세워진 안내표지석

좌변포도청(左邊捕盜廳)은 좌포청(左捕廳) 또는 좌포도청(左捕盜廳)이라고도 불리며, 조선 시대 수도 한성부(서울)의 대표적인 치안 기구 가운데 하나인 포도청(捕盜廳)의 일부이다.
좌변포도청은 한성부 중부 정선방(貞善坊) 파자교(把子橋) 동북쪽에 위치하였으며, 그 부지는 서울특별시 종로구 수은동(授恩洞) 단성사 부지 일부와 종로119 안전센터, 종로3가 치안센터 부지에 해당한다. 관할하는 지역은 한성부의 동부(東部), 남부(南部), 중부(中部) 및 경기좌도(京畿左道)였다.
좌변포도청은 8개 패(牌)를 짜서 각 패마다 군관 1명이 군사 8명씩을 인솔하여 각 담당 구역을 순찰하였다.
1. 1패 - 회현동의 병문(屛門), 숭례문 남쪽에서 타락동까지[1]
2. 상2패 - 남산동, 타락동 동쪽에서 영희전(永禧殿) 서장 바깥까지[1]
3. 하2패 - 필동, 주자동에서 생민동까지[1]
4. 3패 - 청교(靑橋), 생민동 동쪽에서 수구문까지[1]
5. 4패 - 의동(義洞)의 병문, 파자교(把子橋) 동쪽에서 흥인문까지[1]
6. 5패 - 재동, 파자교 서쪽에서 전동까지[1]
7. 6패 - 수표교(水標橋), 종각 및 구리고개에서 오간수문
8. 7패 - 흥인문 밖 복처교, 흥인문 밖에서 관왕묘까지[1]

좌변포도청에서 관할, 주관하였던 치안 업무에 대해 정리한 기록이 《좌포청등록》이다. 현존하는 것은 전18책으로 조선 후기에서 말기까지의 사건을 중심으로 하며, 《좌포청등록》에 기록된 사건으로 연대가 가장 오래된 것은 영조 51년(1775년)이다.
고종 31년(1894년) 갑오경장으로 좌 ‧ 우포도청을 통합하여 경무청(警務廳)이 설치되면서 사라졌다.

## 좌포도청이 등장하는 대중매체
- MBC 월화 드라마 《다모》(2003년) - 주인공인 다모 채옥이 소속된 곳이 좌포청으로, 좌포청 소속 인물들을 중심으로 본작의 이야기가 전개된다.
- SBS 드라마 《장길산》(2004년)
- KBS 2TV 월화 드라마 《한성별곡》(2007년)
- KBS 2TV 드라마 스페셜《강철본색》(2012년)
- KBS 2TV 수목 드라마 《조선 총잡이》(2014년)
- SBS 드라마 《비밀의 문: 의궤 살인 사건》(2014년)

### 내용주
1. ↑  원래는 7패까지 있지만 두 번째인 2패는 다시 상하 2곳으로 나뉘어 있어서 실질적으로는 우변포도청과 같은 8패를 이룬다.